# Eduard von Haynau
Friedrich Wilhelm Karl Eduard von Haynau (München, 1804. december 5. – Kassel, 1863. január 24.) hesseni tábornok és hadügyminiszter.

## Életrajza
Wilhelm Carl von Haynau fia. 1850-ben mint ideiglenes miniszter lépett a Hassenfplug-minisztériumba és 1853-ban valóságos miniszterré nevezték ki. 1855-ben le kellett mondania a miniszterségről, de mintegy kárpótlásul altábornaggyá léptették elő. Később viszálya támadt Dürr kapitánnyal, aki  egy névtelenül megjelent röpiratban gyávasággal vádolta meg. Erre Haynau kilépett a katonai szolgálatból és nemsokára főbelőtte magát.